# 風優
水科 風優（みずしな
ふう、2002年1月30日 - ）は、日本の元女優。本名・旧芸名は、小西 風優（こにし ふう）。風優（ふう）の名義で活動していた時期もあった。
東京都出身。かつてはスマイルモンキーやサンミュージックブレーンに所属していた。妹は舞優。

## 出演

### テレビドラマ
- イノセント・ラヴ 第1話（2008年10月20日、フジテレビ） - サキ 役
- ママはニューハーフ（2009年4月6日 - 6月26日、テレビ東京） - 船堀クルミ 役
- 婚カツ! 第9話（2009年6月15日、フジテレビ） - 飛田春乃（幼少） 役
- 松本清張生誕100年スペシャル・中央流沙（2009年12月14日、TBSテレビ） - 高田祐里 役
- ゲゲゲの女房 第1週（2010年、NHK総合テレビジョン） - 野村チヨ子（幼少） 役
- モリのアサガオ（2010年、テレビ東京） - 吉岡小春（幼少） 役
- 海賊戦隊ゴーカイジャー（2011年7月31日、テレビ朝日） - ミク 役
- ミエルオンナ月子〜真夏の夜のコワーイ話〜（2011年8月26日、日本テレビ） - 浅丘月子（幼少） 役
- 蝶々さん（2011年11月19日・26日、NHK総合テレビジョン） - 伊東蝶（幼少） 役
- リアル脱出ゲームTV 第2弾（2013年4月5日、TBSテレビ）

### テレビアニメ
- 侵略!イカ娘（2010年12月14日、テレビ東京）ジョニー 役

### バラエティ
- それいけ!アンパンマンくらぶ（2008年、BS日テレ）
- できた できた できた（2010年4月7日 - 2016年、NHK教育テレビジョン）
- しゃべくり007（2022年8月15日、日本テレビ）

### 映画
- ケンタとジュンとカヨちゃんの国（2010年）アヤ 役
- FLOWERS -フラワーズ-（2010年）片山凛（幼少） 役

### CM
- JAグループ みんなのよい食プロジェクト（2008年）
- 小林製薬 洗いたて消臭シャボン（2008年）
- 小林製薬 トイレの消臭シャボン（2008年）
- 花王 ハミングフレア-夏の夜干し篇-（2009年）
- 第一生命 幸せの道-父と娘の絆篇-（2009年）
- 東京ディズニーシー キャンドルライト・リフレクションズ（2009年）
- ベネッセコーポレーション チャレンジ1ねんせい（2010年）
- フジパン 本仕込（2010年 - ）松下由樹と共演
- セキスイハイム おひさまハイムプラス（2010年）
- エバラ 浅漬けの素・すき焼きのたれ・キムチ鍋の素（2010年）
- 日本ケンタッキー・フライド・チキン 買っててよかった篇（2010年）

### その他
- ピーターラビットからの贈り物　(2012年、NHK BSプレミアム)